# Cas sublatiu
El cas sublatiu pot expressar diferents situacions: 
- En hongarès, expressa el lloc sobre el qual es va (ex. asseure's a terra). Correspon al sufix -ra/re
- En tsez i altres llengües caucàsiques del nord-est denota un moviment cap a sota d'un objecte.